# El Mâamoura
El Maâmoura (àrab: المعمورة, al-Maʿmūra) és un poble costaner de Tunísia dins de la regió del cap Bon, situat uns 5 km al nord de Nabeul, enganxat a Béni Khiar, dins de la governació de Nabeul. Tenia 8.039 habitants el 2014.
El poble pren el nom d'un cap, el Ras Maâmoura. Compta amb una llarga platja i una sabkha de 450 hectàrees que gaudeix d'una protecció específica a causa de la riquesa del seu ecosistema.

## Administració
Forma una municipalitat o baladiyya, amb codi geogràfic 15 14 (ISO 3166-2:TN-12). La municipalitat fou creada el 3 de maig de 1966.
Al mateix temps, constitueix un sector o imada (codi geogràfic 15 53 53) de la delegació o mutamadiyya de Beni Khiar (15 53).